# Lorraine (thiết giáp hạm Pháp)
Lorraine là một thiết giáp hạm thuộc lớp Bretagne của Hải quân Pháp, được đặt tên theo khu vực hành chính Lorraine của nước Pháp, và đã phục vụ tại Địa Trung Hải trong cả Chiến tranh thế giới thứ nhất lẫn thứ hai.

## Thiết kế và chế tạo
Lorraine được chế tạo tại xưởng Ateliers & Chantiers de la Loire tại St. Nazaire, được đặt lườn vào ngày 1 tháng 8 năm 1912 và hạ thủy vào ngày 30 tháng 9 năm 1913. Nó được hoàn tất vào 27 tháng 7 năm 1916. Giống như các tàu chị em, Lorraine được trang bị dàn pháo chính kiểu hải pháo 340 mm/45 Modèle 1912 mới, nguyên của lớp thiết giáp hạm Normandie bị hủy bỏ, gồm mười khẩu bố trí trên những tháp pháo đôi: hai phía trước và hai phía sau trên trục giữa bắn thượng tầng, và một tháp pháo giữa tàu có thể bắn qua cả hai phía mạn tàu.
Trong các đợt tái trang bị từ năm 1921 đến năm 1922, 1926 đến 1927 và 1934 đến 1936, Lorraine được hiện đại hóa, với một máy phóng máy bay thay chỗ cho tháp pháo giữa tàu, bổ sung vũ khí phòng không hiện đại, và chuyển sang các nồi hơi đốt dầu. Cho dù công suất của hệ thống động cơ được nâng lên đến 43.000 mã lực, nó chỉ giúp tăng tốc độ tối đa thêm đôi chút đến 21 knot; cùng lớp vỏ giáp tương đối mỏng chỉ có 270 mm gây khó khăn trở ngại trong chiến đấu.

## Lịch sử hoạt động
Provence đã phục vụ cùng với các tàu chị em cùng lớp tại Địa Trung Hải trong cả hai cuộc thế chiến. Khi Chiế tranh Thế giới thứ hai nổ ra, Lorraine đã chuyên chở số vàng dự trữ của Pháp sang Hoa Kỳ vào tháng 11 năm 1939; rồi sau đó được điều đến khu vực Đông Địa Trung Hải, nơi nó tham gia bắn phá Bardia.
Khi Pháp đầu hàng vào năm 1940, Đô đốc Andrew Cunningham, chỉ huy Hạm đội Địa Trung Hải của Hải quân Hoàng gia Anh, và Đô đốc Pháp René-Emile Godfroy đã thỏa thuận nhằm đưa đến một cuộc giải giáp hòa bình, và Lorraine cùng các con tàu khác được Anh chiếm giữ tại Alexandria, Ai Cập vào ngày 22 tháng 6 năm 1940.
Sau khi tái vũ trang, Lorraine gia nhập lực lượng Đồng Minh vào ngày 31 tháng 5 năm 1943 trong thành phần Pháp Tự do, và đã tham gia vào việc bắn phá bờ biển miền Nam nước Pháp, bao gồm các thành phố Toulon và Marseilles trong Chiến dịch Dragoon. Pháo hạng nặng của nó đã hỗ trợ vào việc bắn phá miền Nam nước Pháp trong tháng 8 và tháng 9 năm 1944; và nó cũng tấn công một số pháo đài cố thủ của Đức tại Địa Trung Hải và biển Atlantic cho đến hết chiến tranh.
Khi chiến tranh kết thúc tại Châu Âu, Lorraine được cải biến thành một lườn tàu huấn luyện. Nó ngừng hoạt động vào ngày 17 tháng 2 năm 1953, và bị tháo dỡ vào năm 1954.